# ناحیه‌های فرانسه
ناحیه (به فرانسوی: région) یکی از تقسیمات اداری کشور فرانسه است.
طبق تقسیم‌بندی جدید که از اول ژانویه ۲۰۱۶ میلادی به اجرا درآمده‌است؛ جمهوری فرانسه ۱۸ ناحیه دارد. از این ۱۸ ناحیه  ۱۳ تایشان در بخش اصلی فرانسه قراردارند. جزیرهٔ کُرس واقع در شمال دریای مدیترانه نیز یکی از این ۱۳ ناحیه به شمار می‌رود. ناحیه‌های فرانسه از نظر قانون‌گذاری استقلال ندارند و نقش آنان تنها اداری و اجرایی است. هر ناحیه از چند شهرستان (دپارتمان) تشکیل می‌شود.
پنج ناحیه دیگر به‌طور کلی جدا از خاک اصلی فرانسه هستند. به مجموعهٔ این پنج استان اصطلاحاً ناحیه‌های فرادریاهای فرانسه گفته می‌شود.

## تحول اداری ناحیه ها
تا اول ژانویه سال ۲۰۱۶ میلادی، تعداد ناحیه‌های واقع در بخش اصلی خاک فرانسه ۲۲ ناحیه بود. از اول ژانویه ۲۰۱۶ میلادی با ادغام برخی نواحی در همدیگر تعداد استان‌های واقع در بخش اصلی خاک فرانسه به ۱۳ ناحیه تقلیل یافت.
استان‌هائی که ادغام شدند:
|              | ناحیه سابق     | ناحیه جدید (نام موقت)               | ناحیه جدید (نام نهایی) |
|              | بورگونی        | Bourgogne-Franche-Comté             | بورگوین-فرانش-کنته     |
| فرانش-کنته   |                | Bourgogne-Franche-Comté             | بورگوین-فرانش-کنته     |
|              | ناحیه آکیتن    | Aquitaine-Limousin-Poitou-Charentes | نوول-آکیتن             |
| لیموزن       |                | Aquitaine-Limousin-Poitou-Charentes | نوول-آکیتن             |
| پواتو-شرانت  |                | Aquitaine-Limousin-Poitou-Charentes | نوول-آکیتن             |
|              | نرماندی سفلی   | Normandy                            | نرماندی                |
| نرماندی علیا |                | Normandy                            | نرماندی                |
|              | آلزاس          | Alsace-Champagne-Ardenne-Lorraine   | گرانت است              |
| شامپانی-آردن |                | Alsace-Champagne-Ardenne-Lorraine   | گرانت است              |
| لورن         |                | Alsace-Champagne-Ardenne-Lorraine   | گرانت است              |
|              | لانگداک روسیون | Languedoc-Roussillon-Midi-Pyrénées  | اوکسیتانی              |
| پیرنه میانه  |                | Languedoc-Roussillon-Midi-Pyrénées  | اوکسیتانی              |
|              | نور-پا-دو-کاله | Nord-Pas-de-Calais-Picardie         | ا-دو-فرانس             |
| پیکاردی      |                | Nord-Pas-de-Calais-Picardie         | ا-دو-فرانس             |
|              | اوورنی         | Auvergne-Rhône-Alpes                | اوورنی-رون-آلپ         |
| رون-آلپ      |                | Auvergne-Rhône-Alpes                | اوورنی-رون-آلپ         |

استان‌هائی که به صورت سابق باقی ماندند:
|  | برتاین               |
|  | سانتر (فرانسه)       |
|  | جزیره کرس            |
|  | گویان فرانسه         |
|  | گوادلوپ              |
|  | ایل-دو-فرانس         |
|  | مارتینیک             |
|  | مایوت                |
|  | پی دو لا لوآر        |
|  | پروانس-آلپ-کوت دازور |
|  | رئونیون              |